# George Carpenter
George L Carpenter, född 20 juni 1872, död 9 april 1948, Frälsningsarméns 5:e general (internationelle ledare) 1939-1946.